# M'n opa
M'n opa is een single van Hetty Blok en Leen Jongewaard. Het is afkomstig van het album Ja zuster, nee zuster. Hetty Blok speelde in de musical en televisieserie Zuster Klivia; Leen Jongewaard Gerrit de inbreker en opa in het filmpje. Muziekproducent was Gerrit den Braber.
Annie M.G. Schmidt (tekst) en Harry Bannink verzorgden zowel de A- als B-kant. Die B-kant bestond uit het lied Lodewijk, waar zit je en werd gezongen door De Jonkies, bestaande uit de opgeschoten jeugd uit de serie vertolkt door Carla Lipp (Jet), John Kuipers (Bobby) en Barry Stevens (Bertus).

## Hitnotering

### Nederlandse Top 40
| Positie: | 34 | 27 | 26 | 28 | 20 | 16 | 15 | 20 | 25 | 31 | 35 | 35 | 37 | uit |

### NPO Radio 2 Top 2000
M'n opa stond alleen in 2001 in de NPO Radio 2 Top 2000, op plek 1748.